# Andrew Ryan (Diplomat)
Sir Andrew Ryan KBE, CMG 1916 (* 5. November 1876; † 31. Dezember 1949 in Albanien) war ein britischer Diplomat.

## Leben
Andrew Ryan war der Sohn von Edward Ryan of Ronayn's Court, Douglas, Cork.
Andrew Ryan heiratete Ruth Marguerite, ihre Söhne waren Columba Ryan (* 13. Januar 1916; † 4. August 2009) und der Cartoonist John Ryan (* 4. März 1921; † 22. Juli 2009).
Andrew Ryan trat am 12. April 1897 in den auswärtigen Dienst und wurde am 20. April 1897 als Student-Interpreter in die Levante entsandt.
Von 1924 bis war Andrew Ryan Generalkonsul in Rabat.
Andrew Ryan besaß Wissen über türkisches Recht und war Teilnehmer der Konferenz von Lausanne.
1927 gab Großbritannien im Abkommen von Dschidda, das im Ersten Weltkrieg vom Osmanischen Reich eroberte Gebiet entlang der Westküste Arabiens, genannt „Britisches Protektorat Arabien“ an Abd al-Aziz ibn Saud ab und garantierte die Unabhängigkeit Arabiens. Im Mai 1930 legte Andrew Ryan im Beisein von Hafiz Wahba und Fouad Bey Hamza sein Akkreditierungsschreiben bei Abd al-Aziz ibn Saud im blauen Palast vor.
Im April 1934 veröffentlichte Abd al-Aziz ibn Saud ein grünes Buch, in dem er seine Rechtsauffassung zu einem Grenzkonflikt mit Imam Yahya Hamid Uddin darstellte. Diese grüne Buch wurde von Mr A. S. Calvert übersetzt und von Ryan kommentiert.
1935 reiste Ryan mit Gerald De Gaury nach Riad.
Andrew Ryan war von 1936 bis 1939 britischer Gesandter in Albanien. Er blieb nach der Besetzung Albaniens durch italienische Truppen im April 1939 als Konsul in Tirana und wurde 1940 in den Ruhestand versetzt. Er war Verbindungsperson des British Foreign Office zu Ahmet Zogu, der während des Zweiten Weltkrieges im Vereinigten Königreich Asyl fand.
Ryans Memoiren unter dem Titel The Last of the Dragomans handeln von Albanien in den 1930er Jahren über Politiken und Diplomatie am Hof von Ahmet Zogu.

## Veröffentlichungen
- Memorandum on Slavery in Saudi Arabia, 1934.
- The Last of the Dragomans, London 1951.

| Vorgänger                    | Amt                                               | Nachfolger              |
| ---------------------------- | ------------------------------------------------- | ----------------------- |
| William Bond Geschäftsträger | britischer Botschafter in Saudi-Arabien 1930–1936 | Reader Bullard          |
| —                            | britischer Generalkonsul in Durrës 1936–1939      | Laurence Grafftey-Smith |